# Гасовод Набуко
Гасовод Набуко (такође познат и као гасовод Турска-Аустрија) је био планирани цјевовод природног гаса из Ерзурума у Турској до мјеста Баумгартен ан дер Марх у Аустрији. Гасовод покушава да ублажи европску зависност од руске енергије. Пројекат је подржан од неколико земаља Европске уније и САД, и сматрао се ривалом Гаспромовог Јужног тока. Истовремено, постоје неке сумње у вези спровођења залиха. Главни снабдјевач је очекивао да Азербејџан сарађује са Туркменистаном, Ираком и Египтом.
Припреме за пројекат Набуко су почеле 2002. године, а споразум између влада Турске, Румуније, Бугарске, Аустрије и Мађарске је потписан 13. јула 2009. Пројекат је развијен од стране конзорцијума од шест предузећа. Пројекат је напуштен 2013. године.